# Jeanne de Divion
 (février 2011).
Jeanne de Divion, née vers 1293 et brûlée vive le dimanche 6 octobre 1331 à Paris, est une aventurière et faussaire française.

## Biographie
Jeanne de Divion est la fille et l’héritière d’Havet de Divion, gentilhomme de la châtellenie de Béthune, héritier d’une des plus illustres familles d’Artois, mais complètement ruinée. Pour renflouer sa fortune, celui-ci épouse Sara Louchard, fille d’un riche financier d’Arras. 
Havet se joint en 1315 à la ligue des barons dirigée par Robert III d'Artois, en révolte contre la comtesse Mahaut d'Artois (1268-1329). Il s’empare des biens que possède, à Houdain, Thierry Larchier d'Hirson (chancelier de la comtesse Mahaut d’Artois et évêque d’Arras).
Elle épouse un représentant d'un des plus anciens lignages nobles de Champagne, le chevalier artésien Pierre de Broyes. À partir de 1316, elle devient la concubine de l’évêque Thierry Larchier d’Hirson.
À la mort de l'évêque en 1328, la comtesse Mahaut est exécutrice testamentaire de son ancien conseiller ; elle fait délivrer à Jeanne de Divion la somme de 3 000 livres qu’il lui a léguée, mais attaque le testament comme étant fondé sur une liaison adultère avec un évêque, et obtient la restitution. Jeanne de Divion est alors arrêtée et mise sous la garde de Martin de Neufport, sergent de la prévôté de Beauquesne, qu’elle parvient à convaincre de la conduire à Paris pour implorer la protection de Mahaut. Elle parvint alors à s’échapper et à rencontrer Robert d'Artois, auquel elle fournit de faux titres lui permettant de revendiquer le comté d’Artois, dont il estimait avoir été dépossédé au profit de Mahaut d'Artois. Mais, cette dernière († 1329) meurt subitement, et l'année suivante sa fille Jeanne II de Bourgogne meurt à son tour ; la rumeur accuse Jeanne et Robert de les avoir empoisonnées. 
Les faux en écriture étant découverts, le roi Philippe VI de Valois fait arrêter en 1331 Jeanne de Divion par Mahieu Maistrier, sergent d’armes de Jeanne de France, comtesse de Bourgogne et d’Artois, afin de la livrer au parlement. Elle est condamnée et brûlée vive, sur la Place aux Pourceaux, à Paris près de la porte Saint-Honoré.

## Ouvrages et adaptations

### Jeanne de Divion dansLes Rois Maudits
Jeanne de Divion apparaît dans le 6e tome des Rois maudits de Maurice Druon. Elle est incarnée par Annie Bertin dans l’adaptation télévisuelle faite par Claude Barma, en 1972 et par Sophie Broustal dans celle de Josée Dayan, en 2005.
Druon s’éloigne de la réalité historique en faisant de Jeanne un personnage secondaire de comparse. Elle est décrite comme une intrigante de petite bourgeoisie, sotte, bavarde et sans réelle personnalité. 